# Визит инспектора (фильм, 2015)
«Визит инспектора» (англ. An Inspector Calls) — телефильм режиссёра Эйслинг Уолш, вышедший на экраны в 2015 году. Экранизация одноимённой пьесы Джона Бойнтона Пристли.

## Сюжет
Семейство богатого фабриканта Артура Бирлинга собирается на ужин, чтобы отметить помолвку его дочери Шейлы с наследником другой влиятельной семьи Джеральдом Крофтом. Тихий вечер нарушает появление загадочного инспектора полиции, который сообщает о самоубийстве некоей Евы Смит — простой рабочей девушки. Бирлинги поначалу недоумевают, какое отношение они имеют к данному событию. Однако постепенно из разговора с инспектором начинает выясняться, что каждый присутствующий так или иначе поспособствовал погружению Евы в нищету и отчаяние, которые привели к столь трагическому финалу...

## В ролях
- Дэвид Тьюлис — инспектор Гул
- Софи Рандл — Ева Смит
- Кен Стотт — Артур Бирлинг
- Миранда Ричардсон — Сибил Бирлинг, жена Артура
- Хлоя Пирри — Шейла Бирлинг, дочь Артура и Сибил
- Финн Коул — Эрик Бирлинг, сын Артура и Сибил
- Кайл Соллер — Джеральд Крофт, жених Шейлы
- Флора Николсон — мисс Фрэнсис
- Люси Чаппелл — Эдна
- Гэри Дэвис — олдермен Меггарти
- Ванда Опалинска — благотворительница

## Награды и номинации
- 2016 — премия Гильдии тележурналистов (Broadcasting Press Guild) за лучшую теледраму.
- 2016 — номинация на премию BAFTA Television Craft Award за лучший монтаж художественного фильма (Алекс Макки).
- 2016 — номинация на премию Британского общества кинооператоров за лучшую операторскую работу в телевизионной драме (Мартин Фурер).
- 2016 — номинация на премию Ирландской кино- и телеакадемии за лучшую режиссуру драматического фильма.